# Ruppeliana fulva
Ruppeliana fulva är en insektsart som beskrevs av Taschenberg 1884. Ruppeliana fulva ingår i släktet Ruppeliana och familjen dvärgstritar. Inga underarter finns listade i Catalogue of Life.